# Family Force 5
Family Force 5 (FF5) är ett amerikanskt crunk rock-band från Atlanta. Det är ett kristet rockband, men medlemmarna har sagt i en intervju att de inte vill att deras musik ska vara mossig som den mesta kristna musiken, utan att den är till för att underhålla.
Bandet grundades 2004 av de tre bröderna Solomon (alias "Soul Glow Activatur"), Joshua (alias "Fatty"), och Jacob (alias "Crouton") Olds. Sedan tillkom Derek Mount (alias "Chapstique") och Nathan "Nate" Currin (alias "Nadaddy"). Bandet har givit ut tre album: Business Up Front, Party in the Back (2006), Dance or Die (2008) och Family Force 5 Christmas Pageant (2009). Ett fjärde album är planerat till mitten av 2010.
Family Force 5 spelar en blandning av hiphop, post-hardcore, alternativ rock, punkrock, och club oriented crunk, crunkcore, electropunk, electronica och nu-metal med positiva partytexter.

## Medlemmar
Nuvarande medlemmar
- Crouton (Jacob Olds) – trummor (2004–2013), sång (2013–)
- Fatty (Joshua Olds) – basgitarr, sång (2004– )

Tidigare medlemmar
- Soul Glow Activatur (Solomon Olds) – sång, rytmgitarr (2004–2013)
- 20 Cent (Brad Allen) – gitarr (2004–2005)
- Nadaddy (Nathan Currin) – synthesizer, sång, slagverk (2004–2017)
- Chapstique (Derek Mount) – sologitarr (2005–2017)
- Hollywood (Teddy Boldt) – trummor (2013–2018)

## Diskografi
Studioalbum
- 2006 – Business Up Front/Party in the Back
- 2008 – Dance or Die
- 2009 – Family Force 5 Christmas Pageant
- 2011 – III
- 2014 – Time Stands Still

Remixalbum
- 2009 – Dance or Die with a Vengeance
- 2013 – Reanimated

EP
- 2004 – The Phamily EP
- 2005 – Family Force 5 EP
- 2006 – Business Up Front, Party In the Back Diamond Edition EP
- 2008 – Dance or Die EP
- 2009 – Keep the Party Alive EP
- 2011 – III EP
- 2011 – Junk In the Trunk EP
- 2012 – III.V EP
- 2013 – Crank It Like a Chainsaw EP